# Piccolo Summit
Piccolo Summit är ett berg i Kanada.   Det ligger i provinsen British Columbia, i den sydvästra delen av landet, 3 500 km väster om huvudstaden Ottawa. Toppen på Piccolo Summit är 2 043 meter över havet.
Terrängen runt Piccolo Summit är huvudsakligen bergig.Trakten runt Piccolo Summit är nära nog obefolkad, med mindre än två invånare per kvadratkilometer.. Närmaste större samhälle är Whistler, 7,8 km norr om Piccolo Summit. 
I omgivningarna runt Piccolo Summit växer i huvudsak barrskog.